# Mariane Pearl
Mariane van Neyenhoff Pearl (Clichy, 23 luglio 1967) è una scrittrice e giornalista francese.

## Biografia
Nata da madre cubana di discendenza afro-cinese e da padre ebreo olandese, Mariane Pearl è cresciuta a Parigi con il fratello Satchi Van Neyenhoff. Ha iniziato la sua carriera come giornalista e editrice della rivista Glamour. Nel 1999 ha incontrato e sposato il giornalista americano Daniel Pearl. Tre anni più tardi suo marito è stato rapito e ucciso da militanti pakistani. Adam Daniel Pearl, figlio di Daniel e Mariane, è nato quattro mesi dopo l'assassinio di suo padre. Nello stesso anno la giornalista ha pubblicato un libro di memorie, Un cuore grande, che tratta il rapimento e l'omicidio di suo marito. Il libro è stato adattato in un film omonimo del 2007, diretto da Michael Winterbottom e interpretato da Angelina Jolie e Dan Futterman, rispettivamente nei panni di Mariane e Daniel Pearl.
Pearl è membro del consiglio onorario della Daniel Pearl Foundation, fondata dai genitori di Daniel, Ruth e Judea Pearl. Nel 2013 ha co-fondato la campagna Chime for Change ed è stata inclusa nella lista stilata dalla BBC 100 Women.

## Opere
- (EN) A Mighty Heart, Charles Scribner's Sons, ISBN 9780743244428.
- (EN) In Search of Hope: The Global Diaries of Mariane Pearl, powerHouse Books, 2007, ISBN 9781576874226.

## Filmografia

### Soggetto
- A Mighty Heart - Un cuore grande (A Mighty Heart), regia di Michael Winterbottom (2007)